# جرج پراودا
جرج پراودا (انگلیسی: George Pravda؛ ۱۹ ژوئن ۱۹۱۶ – ۱ مهٔ ۱۹۸۵) یک هنرپیشه اهل چکسلواکی بود.
از فیلم‌ها یا برنامه‌های تلویزیونی که وی در آن نقش داشته‌است می‌توان به گلوله آتشین اشاره کرد.